# Rojavin Raja
Rojavin Raja (en alphasyllabaire tamoul : ரோஜாவின் ராஜா ; litt. « Roi des roses ») est un film indien en langue tamoule réalisé par K. Vijayan (en) et sorti le 15 décembre 1976. Les rôles principaux sont interprétés par Sivaji Ganesan, Vanisri, A. V. M. Rajan et Cho, tandis que la bande originale est composée par M. S. Viswanathan,,,.

## Distribution
- Sivaji Ganesan
- Vanisri
- A. V. M. Rajan
- Cho
- S. Varalakshmi
- Vadivukkarasi

## Bande originale
Les chansons du film sont composées par M. S. Viswanathan.
| no | Chanson             | Interprètes                   | Paroles       | Durée (m:s) |
| 1  | Alankaaram          | Susheela, T. M. Soundararajan | Kannadasan    | 3:11        |
| 2  | Janaganin Mahalai   | Susheela                      | Puratchidasan | 3:23        |
| 3  | Naalai Nee Mannavan | T. M. Soundararajan           | Kannadasan    | 3:10        |
| 4  | Odikkonde Iruppen   | T. M. Soundararajan           | Kannadasan    | 3:18        |
| 5  | Rojavin Raja        | Susheela, T. M. Soundararajan | Kannadasan    | 3:04        |